# Robin Raven
Robin Raven (Haarlem, 17 mei 1962) is een Nederlands verhalenverteller en kinderboekenschrijver.

## Biografie
Robin Raven volgde na de middelbare school de lerarenopleiding aan de Pabo, waar hij zijn vrouw Irma ontmoette, en studeerde theologie. Na veel omzwervingen belandde hij in Almere, waar hij van 1988 tot 1999 les gaf op basisscholen en in het speciaal onderwijs. Van 1999 tot 2011 werkte Raven als opleidingsdocent op de Marnix Academie in Utrecht, waar hij lesgaf aan pabostudenten. Vanaf oktober 2011 is hij fulltime schrijver. Ook spreekt hij boeken in bij Thinium in Weesp. 
Raven woont sinds juli 2011 in Heiloo. Daarvoor woonde hij 23 jaar in Almere.

## Onderwerpen en thematiek
Zijn eerste twee boeken De vloek van Pak en Strijd in het regenwoud gaan over Nederlands-Indië. Ravens interesse in dit onderwerp komt door zijn ouders. Zijn vader is geboren op Java en zijn moeder is een plantersdochter uit Sulawesi (voorheen Celebes). De avonturen van tjitjak bevat tien zelfbedachte Indische sprookjes. Acht van deze vertellingen zijn opgenomen in de levensbeschouwelijke methode Stel Je Voor, een samenwerkingsverband tussen de Marnix Academie en het Utrechts Centrum voor de Kunsten.
In 2011 werden er ook sprookjes opgenomen in het Almeerse Almere-leest-voor project, een website ter promotie van voorlezen. Gekaapt! uit 2009 ontleent zijn motief aan de treinkapingen in de jaren zeventig van de vorige eeuw, maar speelt zich af in het heden. Er wordt een trein gekaapt door dierenactivisten. In juni 2011 nam Raven een aflevering op met het jeugdprogramma Het Klokhuis. In deze aflevering over de onafhankelijkheid van Indonesië, stonden zijn Indische boeken centraal. De aflevering werd op 1 maart 2012 uitgezonden.
Olifanten in mijn kop verscheen in oktober 2011 en is een verhaal over een jongen met het syndroom van Asperger. In mei 2012 verscheen De kracht van Pak, een bind-up van Ravens eerste twee Indische romans. Op 1 oktober 2015 verscheen Het geheim van de magische X-app.
In oktober 2017 werd Het geheim van de gouden hagedis uitgebracht, een verhaal waarin actuele thema's als vluchtelingen, dierproeven en pestkoppen verweven zijn. In 2020 keerde Raven terug naar zijn Indië-thema met het boek De laatste reis van Garoeda. In dit boek wordt een meisje in Nederlands-Indië gevolgd in de periode 1942-1946.
In 2021 schreef Raven de audio-familietour voor kinderen voor de Slavernij-tentoonstelling van het Rijksmuseum in Amsterdam. In 2022 verzorgde hij de familietour voor de tentoonstelling Revolusi. Daarnaast verscheen in september 2022 Ravens eerste roman Surapati, gevolgd in 2023 door De opstand van Tula. 

## Nominaties en prijzen
| Jaar | Boek                    | Resultaat | Prijs              | Categorie              |
| ---- | ----------------------- | --------- | ------------------ | ---------------------- |
| 2007 | Strijd in het regenwoud | Nominatie | Thea Beckman-prijs | Beste historische boek |

- Gemeinsame Normdatei: 1166290476
- International Standard Name Identifier: 0000 0003 6905 0770
- Nationale Bibliotheek van Tsjechië: jo20231193289
- Nederlandse Thesaurus van Auteursnamen: 296064092
- Virtual International Authority File: 284997656